# بيبا ميدلتون
بيبا ميدلتون (بالإنجليزية: Pippa Middleton) وإسمها الكامل فيليبا شارلوت ميدلتون (بالإنجليزية: Philippa Charlotte Middleton) هي كاتبة وناشطة اجتماعية إنجليزية وشقيقة الأميرة كاثرين دوقة كامبريدج زوجة الأمير ويليام دوق كامبريدج، حظيت باهتمام الإعلام بعد زواج شقيقتها. تزوجت من سائق الفورمولا 2 البريطاني جيمس ماتيوس في سنة 2017.

## روابط خارجية
- بيبا ميدلتون على موقع IMDb (الإنجليزية)
- بيبا ميدلتون على موقع إن إن دي بي (الإنجليزية)